# Hagnagora flavipectus
Hagnagora flavipectus là một loài bướm đêm trong họ Geometridae.